# Тайгиницкий
Тайгиницкий — ручей в России, протекает по территории Чёлмужского сельского поселения Медвежьегорского района Республики Карелии. Длина ручья — 16 км.
Ручей берёт начало из ламбины без названия и далее течёт преимущественно сначала в юго-восточном, а затем — в северо-западном направлении по заболоченной местности.
Ручей в общей сложности имеет семь притоков суммарной длиной 23 км.
Втекает в реку Выг.
Населённые пункты на ручье отсутствуют.
Код объекта в государственном водном реестре — 02020001212202000005445.